# ICAO-Flugplatzcode

ICAO-Code: Zuordnung des ersten Buchstabens zu Ländern

ICAO-Flugplatzcodes (en. ICAO Location Indicators) bestehen aus 4 lateinischen Buchstaben und dienen zur eindeutigen Identifizierung von Flugplätzen und werden von ICAO (en. International Civil Aviation Organization, dt. Internationale Zivilluftfahrtorganisation) in Doc-7910, Manual on Location Indicators vierteljährlich veröffentlicht. Jeder Code wird weltweit nur einmal vergeben. ICAO-Location Indicators werden sowohl für die Identifikation von geographischen Standorten, z. B. Flugplätzen, für Flight Information Regions (FIRs) und/oder Upper Flight Information Regions (UIRs) verwendet.E 0-5 Zum Einsatz kommen die Location Indicators in der Flugsicherung, z. B. in IFR- und VFR-AIP, Notams und bei der Durchführung der für die Flugdurchführung notwendigen Flugpläne oder Nachrichten über das Aeronautical Fixed Telecommunication Network (AFTN) verwendet.
Um eine möglichst hohe Stabilität der Location Indicator sicher stellen zu können, überwacht ICAO diese auf Konformität gemäß „Formulation of Assignement of Location Indicator“.E 0-5
Zusätzlich werden in DOC-7910 von ICAO die aus drei Buchstaben bestehenden Location Indicator der IATA-(International Air Transport Association) angegeben, sofern diese von IATA definiert wurden.
Die IATA Location Indicators werden Flugplätzen mit Reiseflugverkehr zugeteilt und können daher auch vereinzelt für zivil mitgenutzte militärische Flugplätze oder auch als Zubringer zu Flughäfen verwendete Bahnhöfe definiert werden. Verwendet werden IATA Location Indicators z. B. beim Verkauf von Flugleistungen, Reservierungen, Tickets oder Zeittafeln am Flughafen etc. als Abkürzungen für Flugziele.

## Aufbau des ICAO-Codes: Präfix
Der erste Buchstabe identifiziert eine Region, einen Kontinent und in wenigen Fällen auch ein Land, in dem sich ein geographischer Standort befindet, z. B. ein Flugplatz, FIR oder UIR.
Der zweite Buchstabe bezeichnet meist das Land (z. B. ED = Deutschland, LO = Österreich, LS = Schweiz, EG = Großbritannien). Deutschland besitzt seit der Wiedervereinigung als eines von wenigen Ländern zwei Präfix-Kombinationen, wobei ED für zivile und ET der ehemals von der DDR genutzte Präfix für militärische Flugplätze genutzt wird.
Da für Südeuropa (erster Buchstabe L) bereits alle 26 Buchstaben an zweiter Stelle vergeben waren, musste für den Kosovo auf den ersten Buchstaben B (eigentlich Polarregion) ausgewichen werden.
Um den Erstflug der Helikopterdrohne Ingenuity auf dem Mars am 19. April 2021 zu würdigen, verwendete die ICAO den ansonsten ungenutzten Buchstaben J und vergab den Code JZRO für den Startplatz im Jezero-Krater.
| - A = Südwest-Pazifik - AG – Salomonen - AN – Nauru - AY – Papua-Neuguinea - B = Polarregion / Südeuropa - BG – Grönland - BI – Island - BK – Kosovo - C = Kanada - D = Westafrika - DA – Algerien - DB – Benin - DF – Burkina Faso - DG – Ghana - DI – Elfenbeinküste - DN – Nigeria - DR – Niger - DT – Tunesien - DX – Togo - E = Nordeuropa - EB – Belgien - ED – Deutschland - EE – Estland - EF – Finnland - EG – Großbritannien - EH – Niederlande - EI – Irland - EK – Dänemark - EL – Luxemburg - EN – Norwegen - EP – Polen - ES – Schweden - ET – Deutschland: militärisch (zuvor: DDR) - EV – Lettland - EY – Litauen - F = Südliches Afrika - FA – Südafrika - FB – Botswana - FC – Republik Kongo - FD – Eswatini - FE – Zentralafrikanische Republik - FG – Äquatorialguinea - FH – Ascension - FI – Mauritius - FK – Kamerun - FL – Sambia - FM – Komoren - FM – Réunion, Madagaskar - FN – Angola - FO – Gabun - FP – São Tomé und Príncipe - FQ – Mosambik - FS – Seychellen - FT – Tschad - FV – Simbabwe - FW – Malawi - FX – Lesotho - FY – Namibia - FZ – Demokratische Republik Kongo - G = Westafrikanische Küste - GA – Mali - GB – Gambia - GC – Kanarische Inseln - GE – Melilla, Ceuta - GF – Sierra Leone - GG – Guinea-Bissau - GL – Liberia - GM – Marokko - GO – Senegal - GQ – Mauretanien - GS – Westsahara - GU – Guinea - GV – Kap Verde - H = Ostafrika - HA – Äthiopien - HB – Burundi - HC – Somalia - HD – Dschibuti - HE – Ägypten - HH – Eritrea - HK – Kenia - HL – Libyen - HR – Ruanda - HS – Sudan - HT – Tansania - HU – Uganda - K = Kontinental-USA ohne Alaska, Hawaii, Außengebiete | - L = Südeuropa - LA – Albanien - LB – Bulgarien - LC – Zypern - LD – Kroatien - LE – Spanien - LF – Frankreich - LG – Griechenland - LH – Ungarn - LI – Italien - LJ – Slowenien - LK – Tschechien - LL – Israel - LM – Malta - LN – Monaco - LO – Österreich - LP – Portugal - LQ – Bosnien und Herzegowina - LR – Rumänien - LS – Schweiz, Liechtenstein - LT – Türkei - LU – Moldau - LV – Gazastreifen - LW – Nordmazedonien - LX – Gibraltar - LY – Serbien, Montenegro - LZ – Slowakei - M = Zentralamerika - MB – Turks- und Caicosinseln - MD – Dominikanische Republik - MG – Guatemala - MH – Honduras - MK – Jamaika - MM – Mexiko - MN – Nicaragua - MP – Panama - MR – Costa Rica - MS – El Salvador - MT – Haiti - MU – Kuba - MW – Cayman Islands - MY – Bahamas - MZ – Belize - N = Südpazifik - NC – Cookinseln - NF – Fidschi, Tonga - NG – Kiribati und Tuvalu - NI – Niue - NL – Wallis und Futuna - NS – Samoa - NT – Polynesien - NV – Vanuatu - NW – Neukaledonien - NZ – Neuseeland - O = Naher Osten - OA – Afghanistan - OB – Bahrain - OE – Saudi-Arabien - OI – Iran - OJ – Jordanien - OK – Kuwait - OL – Libanon - OM – Vereinigte Arabische Emirate - OO – Oman - OP – Pakistan - OR – Irak - OS – Syrien - OT – Katar - OY – Jemen - P = Nördlicher Pazifik - PA – USA: Alaska - PF – Alaska - PG – Nördliche Marianen - PH – USA: Hawaii - PJ – Johnston-Atoll - PK – Marshallinseln - PL – Kiribati - PM – Midwayinseln - PO – Alaska - PP – Alaska - PT – Mikronesien - PW – Wake - R = Ostasien - RC – Republik China (Taiwan) - RJ – Japan - RK – Südkorea - RO – Japan - RP – Philippinen | - S = Südamerika - SA – Argentinien - SB – Brasilien - SC – Chile - SD – Brasilien - SE – Ecuador - SF – Falklandinseln - SG – Paraguay - SI – Brasilien - SJ – Brasilien - SK – Kolumbien - SL – Bolivien - SM – Suriname - SN – Brasilien - SO – Französisch-Guayana - SP – Peru - SS – Brasilien - SU – Uruguay - SV – Venezuela - SW – Brasilien - SY – Guyana - T = Zentralatlantik - TA – Antigua und Barbuda - TB – Barbados - TD – Dominica - TF – Französische Antillen - TG – Grenada - TI – Amerik. Jungferninseln - TJ – Puerto Rico - TK – St. Kitts und Nevis - TL – St. Lucia - TN – Aruba, Niederländische Antillen - TQ – Anguilla - TR – Montserrat - TT – Trinidad und Tobago - TU – Brit. Jungferninseln - TV – St. Vincent und die Grenadinen - TX – Bermuda - U = Ehemalige Sowjetunion - UA – Kasachstan - UB – Aserbaidschan - UC – Kirgisistan - UD – Armenien - UE – Russland - UG – Georgien - UH – Russland - UI – Russland - UK – Ukraine - UL – Russland - UM – Belarus, Kaliningrad - UN – Russland - UO – Russland - UR – Russland - US – Russland - UT – Turkmenistan, Usbekistan, Tadschikistan - UU – Russland - UW – Russland - V = Südasien - VA – Indien - VC – Sri Lanka - VD – Kambodscha - VE – Indien - VG – Bangladesch - VH – Hongkong - VI – Indien - VL – Laos - VM – Macau - VN – Nepal - VO – Indien - VQ – Bhutan - VR – Malediven - VT – Thailand - VV – Vietnam - VY – Myanmar - W = Südostasien - WA – Indonesien: Celebes, Westneuguinea - WB – Brunei, Malaysia: Sarawak, Sabah - WI – Indonesien: Java, Sumatra, Borneo - WM – Malaysia: Festland - WP – Osttimor - WQ – Indonesien - WR – Indonesien: Bali, Lombok, Flores - WS – Singapur - Y = Australien - Z = China, Mongolei, Nordkorea - Z – Volksrepublik China (außer ZK und ZM) - ZK – Nordkorea - ZM – Mongolei |

## Aufbau des ICAO-Codes: Zweiter Teil
Die beiden letzten Zeichen (bei Ländern, die nur durch einen Buchstaben repräsentiert werden, die drei letzten) dienen zur Zuordnung der Flughäfen innerhalb der jeweiligen Länder. Deren Bedeutungen sind je nach Land unterschiedlich geregelt.

### Deutschland
In Deutschland wurde vor der Wiedervereinigung der Länderpräfix ED (die ersten beiden Buchstaben) des Location Indicators für alle Flugplätze in der Bundesrepublik Deutschland (BRD) und der Länderpräfix ET für die Location Indicator für alle Flugplätze in der Deutschen Demokratischen Republik verwendet. Für deutsche Flugplätze der BRD mit militärischer Nutzung, die dafür einen vom zivilen Flugverkehr abgegrenzten militärischen Teil besitzen, existierte zusätzlich zum zivilen Location Indicator auch ein ICAO Location Indicator für den militärischen Teil des Flugplatzes, der ebenfalls mit dem Präfix ED begann, z. B. Frankfurt Main der Präfix EDDF und der militärische Teil, die Rhein-Main Air Base, der Präfix EDAF.
Mit der Wiedervereinigung stand auch der Länderpräfix ET für Flugplätze in Westdeutschland und ED für Flugplätze in Ostdeutschland zur Verfügung. Es erfolgte eine Umstrukturierung, wobei der Länderpräfix ED nur noch für zivile Flugplätze und der Länderpräfix ET nur noch für militärische Flugplätze zugeteilt wurde. Bei militärischer Nutzung eines Flugplatzes wird für den vom zivilen Flugverkehr abgegrenzten militärischen Teil nunmehr auch der Länderpräfix ET verwendet, z. B. erhielt Köln/Bonn EDDK zur Identifikation des zivilen Teils des Flugplatzes und ETNK zur Identifikation des militärisch genutzten Teils.
Bei regelmäßiger, aber nur geringfügiger, ziviler Mitnutzung von militärischen Flugplätzen wird in der Regel jedoch kein ziviler Location Indicator vergeben. So wird sowohl für die militarische Nutzung als auch die zivile Mitnutzung derselbe militärische Location Indicator verwendet, z. B. Rostock-Laage ETNL.AIP AD Laage ETNL Bei ziviler Mitnutzung von militärischen Flugplätzen kann jedoch von IATA ein IATA Location Indicator zugeteilt werden, z. B. nutzt Laage den ICAO Location Indicator ETNL und den IATA Location Indicator RLG.
Steht bei zivilen Plätzen an dritter Stelle auch ein D, so handelt es sich um einen internationalen Verkehrsflughafen, also: EDDB – Berlin Brandenburg (ehemals Berlin-Schönefeld), EDDF – Frankfurt, EDDH – Hamburg, EDDK – Köln/Bonn, EDDM – München, EDDN – Nürnberg, EDDS – Stuttgart, EDDE – Erfurt-Weimar. Der vierte Buchstabe kann aber nicht immer der erste Buchstabe einer (naheliegenden) Stadt sein, da sich sonst die Location Indicator bereits erfolgter Zuteilung von Location Indicatoren duplizieren würden, z. B. erhielt Dresden daher EDDC, da EDDD bereits als Location Indicator für AFTN des Flugplatzes Frankfurt genutzt wurde. Weitere Beispiele sind EDDG – Münster/Osnabrück (Greven), EDDL – Düsseldorf (Lohausen), EDDP – Leipzig/Halle, EDDR – Saarbrücken, EDDT – Berlin (Tegel), EDDV – Hannover, EDDW – Bremen (Weser).
Bis zur Zentralisierung des Flugberatungsdienstes AIS stand der dritte Buchstabe für den AIS des internationalen Verkehrsflughafens, in dessen Zuständigkeitsbereich der Platz lag. Beispiel: EDFM – Mannheim (Zuständigkeitsbereich: Frankfurt), oder EDHK – Kiel (Zuständigkeitsbereich: Hamburg).
Nach der Wende wurden an die rund 100 Plätze der neuen Bundesländer die Buchstabenkombinationen ED und dann als dritten Buchstaben A, B, C, E, O und U vergeben.
Reichen die Buchstaben in einem Großraum nicht aus, werden auch hier andere Buchstaben ohne besonderen Bezug gewählt, so z. B. in Nordbayern P und Q.
Beispiel: Die Verkehrs- und Sonderlandeplätze im westlichen Teil Nordbayerns gehören noch zum Bereich Frankfurt = EDF. Im östlichen Nordbayern (östlich Würzburg und nördlich Nürnberg) haben die Plätze die Kennung EDQA – EDQZ (nur J, Q, U und V sind als vierter Buchstabe nicht vergeben). Südlich von Nürnberg dann EDN (für Nürnberg) oder EDP und weiter südlich etwa ab Höhe Straubing dann übergehend in den Bereich EDM (für München).
Der vierte Buchstabe entspricht – soweit noch verfügbar – dem Anfangsbuchstaben des Ortes (z. B. EDQG für Giebelstadt oder EDQZ für (Pegnitz)-Zipser Berg).
Bei militärischen Flugplätzen gibt der dritte Buchstabe an, welche Teilstreitkraft den Platz nutzt, siehe Beispiele, auch geschlossener Einrichtungen:
| A für US Air Force                | ETAR – Ramstein, ETAD – Spangdahlem |
| E, I, O für US Army               | ETEK – Baumholder, ETIC – Grafenwöhr AAF, ETIE – Heidelberg, ETIH – Hohenfels AAF, ETOI – Vilseck AAF, ETOR – Coleman AAF (Mannheim), ETOU – Wiesbaden                                        |
| H für Heeresflieger               | ETHA – Altenstadt, ETHH – Bonn-Hardthöhe, ETHB – Bückeburg, ETHC – Celle, ETHS – Faßberg, ETHF – Fritzlar, ETHL – Laupheim, ETHN – Niederstetten,                                             |
| M für Marine                      | ETMN – Nordholz, |
| N für Luftwaffe Norddeutschland   | ETND – Diepholz, ETNG – Geilenkirchen, ETNH – Hohn, ETNJ – Jever, ETNK – Köln, ETNL – Laage, ETNN – Nörvenich, ETNS – Schleswig, ETNT – Wittmundhafen, ETNU – Neubrandenburg, ETNW – Wunstorf |
| S für Luftwaffe Süddeutschland    | ETSB – Büchel, ETSH – Holzdorf, ETSI – Ingolstadt-Manching, ETSN – Neuburg, ETSL – Lechfeld                                                                                                   |
| U für UK RAF / British Army       | EDUO/ETUO – Gütersloh, EDUL/ETUL – Laarbruch, EDUR/ETUR – Brüggen, EDUW – Wildenrath |
| W für Wehrtechnische Dienststelle | ETWM – Meppen |
| Flugbereitschaft BMVg (Luftwaffe) | EDDB - Berlin Brandenburg, EDDG - Köln/Bonn, |

### Österreich
In Österreich wird der dritte Buchstabe, von Ausnahmen abgesehen, nach folgendem Schema vergeben:
- Internationale Flughäfen werden mit dem Buchstaben W gekennzeichnet.
- Bei reinen Militärflugplätzen wird ein X verwendet.
- Bei den anderen Flugplätzen und Heliports gibt der dritte Buchstabe den Flughafen an, der für den Such- und Rettungsdienst zuständig ist: A für Wien (der Buchstabe A deutet auf den aufgelassenen Wiener Flughafen Aspern hin), G für den Graz, I für Innsbruck, K für Klagenfurt, L für Linz und S für Salzburg.

Der vierte Buchstabe ist meist identisch mit dem Anfangsbuchstaben des geografischen Ortes, dem der Flugplatz zugeordnet ist, allerdings mit einigen Ausnahmen.
Beispiele:
- LOAM=Wien Meidlinger Kaserne Heliport der Flugpolizei (A=Flughafen Wien, M=Meidlinger Kaserne)
- LOGH=LKH-Universitätsklinikum Graz/Chirurgie (G=Flughafen Graz, H=Hospital)
- LOGK=Kapfenberg (G=Flughafen Graz, K=Kapfenberg)
- LOGU=Graz Unfallkrankenhaus / LKH West (G=Flughafen Graz, U=UKH / LKH West Graz)
- LOWS=Salzburg (W=int. Flughafen, S=Salzburg)
- LOWW=Wien-Schwechat (W=int. Flughafen, W=Wien)
- LOWZ=Zell am See (W=Ausnahme, kein int. Flughafen, Z=Zell am See)
- LOXN=Militärflugplatz Wiener Neustadt (X=Militärflugplatz, N=Neustadt)

### Schweiz
In der Schweiz wird die so genannte FIR (Flight Information Region) LS in zwei etwa gleich große Hälften geteilt. Es handelt sich dabei um die Informationsgebiete Zürich und Genf. Der dritte Buchstabe wird entweder einer dieser Teilregionen oder Privat-, Heli- oder Militär-Plätzen zugeteilt. Der letzte Buchstabe ist meist das Initial des Flugplatzes.
Flugplätze innerhalb der Region Zürich werden mit LSZ_ ergänzt, bei Genf entsprechend LSG_. (Beispiele: LSZH = Flughafen Zürich, LSGG = Aéroport International de Genève). Des Weiteren gibt es LSP_ (Private-), LSX_ (Heli-) und LSM_ (Militär-)Flugplätze (Beispiele: LSPG = Flugplatz Kägiswil, LSXO = Heliport Trogen, LSME = Militärflugplatz Emmen). Eine Spezialität ergibt sich beim binationalen, von der Schweiz und Frankreich gemeinsam betriebenen Flughafen Basel-Mülhausen. Da sich dieser zum einen auf französischem Staatsgebiet befindet und Frankreich zugeordnet ist, trägt er den ICAO-Code LFSB (B für Basel).

### USA
In den USA wird im Allgemeinen dem ersten Buchstaben (K) einfach der IATA-Code des jeweiligen Flughafens hinzugefügt, um den ICAO-Code zu bilden (Beispiel: KJFK für den New Yorker John F. Kennedy International Airport). Der Umkehrschluss ist aber nicht zulässig: Da es viele kleine Flughäfen bzw. ‑plätze gibt, die keinen IATA-Flughafencode erhalten haben, hat die amerikanische Luftfahrtbehörde FAA eigene location identifier codes für derartige Flugplätze vergeben, ohne diese Codes mit der ICAO oder der IATA abzugleichen. Sie bestehen aus einer alphanumerischen Kombination von 3 bis 5 Zeichen. Beispiel: KNRN ist der ICAO-Code für den Flugplatz Norton Municipal in Kansas/USA mit dem FAA-Code NRN. Die IATA hingegen hat die Buchstabenkombination NRN dem Flughafen Niederrhein/Weeze nördlich von Düsseldorf vergeben.
ICAO-Codes für Flugplätze in den Bundesstaaten Alaska und Hawaii liegen in der Region Nördlicher Pazifik und beginnen daher mit PA bzw. PH.

### Besonders große Staaten
- Russland nutzt (wie die meisten anderen Nachfolgestaaten der ehemaligen Sowjetunion auch – Ausnahmen sind die baltischen Staaten und Moldau) seine damaligen Codes weiter. Dies sind im Bereich U (Ehemalige Sowjetunion) die Codes UE, UH, UI, UL, UN, UO, UR, US, UU, UW sowie UM für die Exklave Kaliningrad.
- Indien nutzt V (Südasien) plus die ersten 4 Selbstlaute, also VA, VE, VI, VO.
- Indonesien nutzt im Bereich W (Südostasien) die vier Codes WA, WI, WQ, WR.
- Kanada verwendet Cxxx, wobei xxx i. d. R. durch den IATA-Code ersetzt wird. Da IATA-Codes in Kanada in der Regel mit Y beginnen (z. B. YVR, YYZ), werden auch bei den ICAO-Codes fast ausschließlich solche mit CYxx genutzt.
- Die VR China nutzt Codes im Format Zxxx, wobei mit Ausnahme von ZKxx (Nordkorea) und ZMxx (Mongolei) alle Zweitbuchstaben nutzbar wären. Tatsächlich genutzt werden derzeit nur ZB, ZG, ZH, ZJ, ZL, ZP, ZS, ZU, ZW und ZY, welche jeweils einer Region zugeordnet sind.